# Anca Petrescu
Mira Anca Victoria Mărculeţ Petrescu (* 20. März 1949 in Sighișoara; † 30. Oktober 2013 in Bukarest) war eine rumänische Architektin und Politikerin. Sie entwarf unter anderem den Parlamentspalast in Bukarest.
Petrescu war die Tochter eines Arztes. 1973 schloss sie ihr Architekturstudium an der Universität für Architektur und Stadtplanung Ion Mincu in Bukarest ab und widmete ihr Diplom der „Urbanisierung von Stadtbrachen“. Als damals völlig unbekannte Person gewann sie 1980 den Architektenwettbewerb für das „Haus des Volkes“, den späteren Parlamentspalast, ein Monument der Macht des diktatorisch regierenden Nicolae Ceaușescu. Als Standort wurde der 15 Meter hohe Arsenalhügel im sonst eher flachen Bukarest gewählt. Mit dem Baubeginn 1983 übernahm sie die Verantwortung für bis zu 20.000 Arbeiter. Für den Palastbau und die davor verlaufende Magistrale mussten Tausende von Menschen umgesiedelt und ein Großteil der Altstadt abgerissen werden. Beim Bau entstanden erhebliche Kosten, die von der Staatskasse des verarmten Landes aufgewendet wurden. Eine Vorgabe war, dass alle Materialien des Palastes aus Rumänien stammen mussten.
Mit dem Tod Ceaușescus wurde ein mehrjähriger Baustopp verhängt und eine Lösung für den Palast gesucht. Petrescu entwarf derweil Ferienanlagen für den Club Med in Florida und auf den Bahamas. Ab 1993 wurde sie mit der Vollendung des Palasts beauftragt. 2004 ging Petrescu selbst in die Politik. Sie kandidierte im Kreis Mehedinți für die nationalistisch ausgerichtete Partidul România Mare und war bis 2008 Abgeordnete im rumänischen Parlament.
Petrescu war verheiratet und hatte zwei Kinder. Am 5. August 2013 hatte sie einen schweren Autounfall in der Nähe von Izvin. Petrescu fiel im September ins Koma, aus dem sie nicht mehr erwachte, und starb an den Komplikationen einen Monat später, am 30. Oktober 2013, im Spitalul Clinic de Urgențǎ Floreasca in Bukarest. Zur Totenfeier wurde sie in ihrem Palast aufgebahrt.